# Syntormon opimus
Syntormon opimus är en tvåvingeart som beskrevs av Vanschuytbroeck 1951. Syntormon opimus ingår i släktet Syntormon och familjen styltflugor.
Artens utbredningsområde är Kongo. Inga underarter finns listade i Catalogue of Life.